# 株式市場の事件一覧
株式市場の事件一覧（かぶしきしじょうのじけんいちらん）では、株式市場での大きな事件について、一覧表示する。

## 1900年代
1907年
- 1907年恐慌

## 1920年代
1929年
- 10月24日 世界恐慌（暗黒の木曜日）

## 1950年代
1953年
- スターリン暴落

## 1960年代
1964 - 1965年
- 証券不況…山一証券に対して日銀特融を実施。

1965年
- 山陽特殊製鋼倒産事件

## 1970年代
1970年
- 4月30日 IOSショック - 投資信託運用企業のIOS (Investors Overseas Services) の経営危機により発生した株価暴落。 いざなぎ景気終了のきっかけとなった。

1971年
- ニクソン・ショック

1973 - 1974年
- 第一次オイルショック

1979年
- 第二次オイルショック

## 1980年代
1986年
- 12月 日本のバブル経済のスタート。

1987年
- 2月9日 NTT上場（政府保有株放出：1986年11月、1987年11月、1988年10月、1998年12月、1999年11月、2000年11月）
- 10月19日 ブラックマンデー

1989年
- 7月10日 - 25日 忠実屋・いなげや事件
- 12月18日 東証株価指数、当時の最高値を記録（2886.50）。
- 12月31日 日経平均、当時の最高値を記録（38957.44円）。

## 1990年代
1991年
- 2月 日本経済のバブル崩壊。

1995年
- 1月17日 阪神・淡路大震災
- 4月19日 円相場、当時の史上最高値を記録（79円75銭）。

1996年
- 6月14日 住友商事銅取引巨額損失事件

1997年
- 10月 アジア通貨危機、世界同時株安。
- 11月4日 ヤフーが、店頭市場に登録。
- 11月24日 山一證券が、営業不振に簿外債務が重なり、自主廃業。

1998年
- 5月 松井証券が、国内初のネット取引サービスを開始。
- 8月 ロシア財政危機
- 10月 LTCMショック
- ITバブル

1999年
- 2月12日 日本銀行がゼロ金利政策を実施。
- 7月29日 アトランタ銃乱射事件
- 10月 名証セントレックス市場、売買開始。
- 11月 東証マザーズ市場、売買開始。

## 2000年代
2000年
- 1月 ヤフーが、日本初の株価1億円を突破する。
- ITバブルの崩壊。
- 3月31日-4月27日 光通信、20営業日連続ストップ安。
- 4月24日 日経平均株価構成銘柄の大幅な入れ替え（30銘柄）。
- 6月19日 大証ヘラクレス市場、売買開始。
- 8月11日 日本銀行がゼロ金利政策を解除。

2001年
- 3月19日 日本銀行がゼロ金利政策、量的金融緩和政策を実施。
- 9月10日 日本初のREIT（J-REIT）が東証に上場。
- 9月11日 アメリカ同時多発テロ事件発生。米国証券市場は同月17日まで全てが取引停止。
- 9月12日 欧州市場で株価が下落（日本時間午前）。
- 12月2日 エンロン破綻。

2002年
- 7月21日 ワールドコム破綻。

2003年
- 4月25日 ソニーショック
- 10月28日 ヤフーがJASDAQから東証一部に鞍替え上場する。
- 11月3日 ライブドア、株式100分割を実施。
- 12月23日 名古屋ドル紙幣ばら撒き事件

2005年
- 2月8日 ライブドア、ニッポン放送の発行済み株式を35パーセント取得。
- 3月10日 ガンホー・オンライン・エンターテイメント株上場（第一次萌え株ブーム）。
- 4月 第一次、萌え株ブーム。
- 7月 小泉郵政選挙による、株価の急騰。
- 11月 第二次、萌え株ブーム。
- 12月8日 ジェイコム株大量誤発注事件

2006年
- 1月16日 ライブドア・ショック
- 1月17日 マネックス・ショック
- 3月9日 日本銀行が量的金融緩和政策を解除。
- 4月14日 ライブドア上場廃止。
- 6月5日 村上ファンドの証券取引法違反容疑で、村上世彰の逮捕。
- 7月14日 日本銀行がゼロ金利政策を解除。

2007年
- 2月27日 上海ショック
- 5月 オー・エイチ・ティー（OHT）株の株価不正操縦事件。
- 8月9日 パリバ・ショック
- 8月17日 サブプライムローン問題を発端とした株価急落。

2008年
- 1月2日 原油価格が史上初めて100ドルを突破。
- 1月25日 テラメント事件
- 韓国通貨危機
- 10月8日 欧米6中央銀行が協調利下げを発表。
- 10月10日 リーマンショック（リーマン・ブラザーズ倒産）。世界金融危機が勃発し、日本では翌14日の東証株価指数が暴落。
- 11月6日 トヨタショック
- 12月19日 日本銀行がゼロ金利政策を実施。
- 不動産業の倒産（整理ポスト入り）が相次ぐ。

2009年
- 対ドル相場で90円台前半-80円台の円高に突入。
- 3月10日 日経平均が平成期の終値最安値を更新（7054円98銭）。
- 4月30日 クライスラー破綻。
- 6月1日 ゼネラルモーターズ破綻。
- 10月ギリシャショック、ギリシャの財政赤字の隠匿が判明しリーマンショックの煽りを受け市場が更に混乱しこの影響は2012年まで引きずる。
- 11月25日 ドバイ・ショック

## 2010年代
2010年
- 2010年欧州ソブリン危機
- 1月19日 日本航空破綻。
- 1月21日 アメリカのオバマ大統領が新金融規制案（ボルカー・ルール）を発表。
- 10月5日 日本銀行が資産買入等の基金の創設を発表。
- 10月12日 旧ジャスダック、ヘラクレス、NEOの3市場を統合し新ジャスダックが発足。
- 12月15日 日本銀行が上場投資信託（ETF）・REIT買い入れを開始。

2011年
- 3月11日 東日本大震災発生（14時46分）直後から売り注文が増加する。
- 3月14日 東日本大震災と福島第一原子力発電所事故による不透明感により東証株価指数（TOPIX）が大幅下落。（7.48%安の846.96が終値）。東京電力・東北電力・日立製作所・東芝・JR東日本など被災地域・インフラ関連銘柄がストップ安。
- 3月15日 東証株価指数（TOPIX）が大幅下落（前日（11日）9.47%）安の766.73が終値）。
- 8月 S&Pが米国債を「AAA」から「AAプラス」に格下げ、世界同時株安（米国債ショック）。
- 11月21日 東証が株式の取引時間30分延長を実施。
- 11月22日 東証・大証が経営統合を正式決定、2013年に新会社設立。

2012年
- 1月25日 米連邦準備理事会（FRB）が2%のインフレターゲット導入と2014年末までゼロ金利政策の維持を発表。
- 2月14日 日本銀行が「中長期的な物価安定の目途」を設立（バレンタイン緩和[1][2][3][4]）。
- 6月4日 東証株価指数（TOPIX）がバブル後最低値を記録（終値 695.51）。

2013年
- 1月アベノミクス開始。
- 2月1日 日経平均は12週連続で上昇し、「岩戸景気」の1958年12月-1959年4月にかけての17週連続に次ぐ54年ぶりの記録となった[5][6][7]。
- 4月5日 東京株式市場で、東証1部の出来高が東日本大震災直後である2011年3月15日の急落時を超え、過去最高を更新した[8]。
- 5月23日 日経平均は終値で前日比1143円28銭安の14483円98銭となり、下げ幅は2000年4月17日のITバブル崩壊時（1426円04銭安）以来の大きさとなった[9]。東証1部の売買代金（5兆8376億円）、売買高（出来高は概算で76億5514万株）は史上最高を記録した[10][11]。

2015年
- 6月12日 中国株の大暴落

2016年
- 2月10-12日 チャイナショック - CSI300指数が5%下落したことでサーキットブレーカーが発動され、中国のすべての株価指数および株価指数先物が15分間取引を停止。再開後に7%下落したため、その日の取引は停止された。中国の株式市場の下落の背景には中国経済の低迷があった。世界経済の牽引役となっていた中国など新興国の急速な経済成長がピークアウトし、それが株価の下落に繋がり、また原油価格の下落要因のひとつとなっていた。米国の利上げによって金融市場での資金の流れに変化も出てきていた。新興国から米国への資金の還流現象が起きていることも背景にあったと考えられる。米国の利上げは、米国経済の回復もあるが、それとともに異常な金融緩和の状態から正常な状態に戻すことも目的としていた。過剰な金融緩和で世界経済を支えるような環境からの変化も市場の動揺の背景にあったと考えられる。
- 6月26日 イギリスのEU離脱国民投票 - 日本経済新聞は、「24日一日で世界の株式時価総額の約5％に相当する3.3兆ドル（330兆円強）が消失した」と報じた。日経平均株価1240円の暴落を記録。ドル・円相場は一時前日比で７円以上も円高が進み、2013年11月以来となる１ドル＝99円台に突入した。ポンドは急落し一時9％下落、1ポンド1.35ドルを割り込んで30年ぶりの安値をつけ，「ブラックウェンズデー（ポンド危機）」と呼ばれる1992年のポンド危機よりも大幅な下落率を記録した。

2017年
2018年
- 2月6日 VIXショック

## 2020年代
2020年
- 2月 新型コロナショック - 2019年12月8日に武漢市は原因不明のウイルス性肺炎に感染した患者を初めて確認。その後世界的なパンデミックに発展した。武漢市は中国中部にある湖北省の広大な省都で発生時の人口は1108万人に及ぶ。世界的に株価が暴落。
- 10月1日　東京証券取引所においてシステム障害が発生。東京証券取引所、札幌証券取引所、名古屋証券取引所、福岡証券取引所にて終日取引を停止する措置が取られる[注 1]。

2021年
- 1月 GameStopのショートスクイズ SNSでの呼びかけにより、個人投資家によるGameStop株価の吊り上げが行われ、GameStop株を空売りしていたヘッジファンドの買い戻し、証券会社による取引停止が行われるなどして、株式市場のボラティリティに影響が及んだ。
- 10月頃　岸田文雄自民党総裁選出後6営業日で日経平均株価が2655円 (8.8%) 下落、イギリスの経済紙フィナンシャル・タイムズはこれを「岸田ショック」と称した。

2022年
- 2月頃、ロシアによるウクライナへの全面侵攻によりロシアの経済制裁によりルーブルなどの株が大幅に下落し、ウクライナショックと称している。

2024年
- 7月4日 34年ぶりに東証株価指数（TOPIX）が最高値を更新（終値 2,898.47）。
- 8月5日 アメリカの景気減速への懸念や円高の進行を受けて全面安となり、日経平均株価の終値4451円28銭安は過去最大の下落幅となった[12]（2024年の株価大暴落）。
- 8月6日 前日から一転して株を買い戻す動きが広がって全面高となり、日経平均株価の終値3217円4銭高は過去最大の上昇幅となった[13]。

2025年
- 3月21日 楽天証券がフィッシング詐欺が増えていると発表。証券口座乗っ取り事件が発覚する契機となった。